# ローベルト・ゲルンハルト
ロベルト・ゲルンハート（Robert Gernhardt, 1937年12月13日　ドルパート - 2006年6月30日　フランクフルト）は、ドイツの作家・詩人・風刺画家である。エストニア出身。筆名としてリュッツェル・イェーマン（Lützel Jeman）などの名前を使った。
シュトゥットガルトやベルリンで絵画を学び、F・K・ヴェヒターやF・W・ベルンシュタインと共に雑誌「パードン」の編集者を務めた。
1979年に雑誌「タイタニック」（Titanic）を立ち上げた。
1983年にドイツ児童文学賞受賞。受賞作の原題は「Der Weg durch die Wand」で、夫人のアルムート・ゲルンハートさんのイラストが付いている。1993年くもん出版から「ミスター・Pのふしぎな冒険」（梶 文彦訳）として日本でも出版された。
2006年6月30日にフランクフルトで死去した。